# Lista de conflitos envolvendo o Reino Unido

## Reino da Grã Bretanha (1707-1801)
| Conflito                                      | Combatente 1 | Combatente 2 | Resultado |
| --------------------------------------------- | --- | --- | --- |
| Guerra Anglo-Francesa (1778-1783)             | Reino da Grã-Bretanha | Reino da França | Derrota - Tobago, Senegal e territórios na Índia adquirida pela França. |
| Guerra Revolucionária Americana (1775–1783)   | Estados Unidos · França - Auxiliares Canadenses Espanha · Voluntários da Prússia · Iroqueses - Tribo Oneida - Tuscarora Voluntários da República das Duas Nações · Lenape · Choctaw · | Grã-Bretanha · Lealistas · Mercenários de Hesse · Iroqueses - Onondaga - Mohawk - Cayuga - Seneca Ducado de Brunsvique-Luneburgo · Cherokee                          | Derrota |
| Guerras revolucionárias francesas (1792-1802) | Sacro Império Romano-Germânico - Áustria Prússia Reino da Grã-Bretanha (1792–1800) Reino Unido da Grã-Bretanha e Irlanda (1801–1802) Rússia Monarquistas e contra-revolucionários franceses (Armée des Émigrés) Espanha (até 1795) Portugal Sardenha Nápoles Outros estados italianos menores Império Otomano Países Baixos Ordem de São João Malta Rebeldes Haitianos (1791-1804) Estados Unidos (1798-1800) | República Francesa - Estados Satélites e repúblicas irmãs - Rebeldes Irlandeses - Legião Polonesa - Espanha (após 1796) Reino da Dinamarca e Noruega Reino de Mysore | Derrota - A República Francesa sobrevive a guerra - Expansão territorial francesa, além da mudança de várias fronteiras - A França estabelece vários Estados satélites na região Paz de Basileia, Tratado de Campoformio, Tratado de Lunéville, Tratado de Amiens |
| Primeira Guerra dos Bôeres (1880-1881)        | Império Britânico - Reino Unido - Tropas coloniais | República Sul-Africana Apoio: Estado Livre de Orange | Derrota - Convenção de Pretória - Reconhecimento da República Sul-Africana e do Estado Livre de Orange. |

## Reino Unido da Grã Bretanha e Irlanda (1801-1922)
| Conflito                                        | Combatente 1 | Combatente 2                                                           | Resultado |
| ----------------------------------------------- | --- | ---------------------------------------------------------------------- | --- |
| Invasões Britânicas do Rio da Plata (1806-1807) | Reino da Grã-Bretanha | Predefinição:Country data Casa de Bourbon Reino da Espanha             | Derrota - Tobago, Senegal e territórios na Índia adquirida pela França. |
| Sexta Coligação (1812-1814)                     | Império Russo · Prússia · Áustria · Reino Unido · Suécia · Espanha · Portugal · Duas Sicílias · Sardenha · Após a Batalha das Nações: · Saxônia · Baviera · Württemberg                                                                           | França                                                                 | Vitória |
| Guerra de 1812 (1812–1815)                      | Império Britânico | Estados Unidos                                                         | Empate - Tratado de Gante, Status quo ante bellum. |
| Governo dos Cem Dias (1815)                     | Império Russo · Reino Unido · Reino da Prússia · Império Austríaco · Suécia · Espanha · Hanôver · Nassau · Brunswick · Países Baixos · Portugal · Sicília · Sardenha · Toscana · Suíça                                                            | França                                                                 | Vitória |
| Guerra Egípcio-Otomana (1839-1841)              | Império Russo · Império Britânico · Império Otomano · Império Austríaco | Egito · Predefinição:Country data Império Francês · Império Espanhol   | Vitória - Egito renuncia a reivindicação a Síria, Grã-Bretanha reconhece Maomé Ali do Egito e seus descendentes como governantes legítimos do Egito. |
| Primeira Guerra Anglo-Afegã (1839–1842)         | Império Britânico Companhia das Índias Orientais | Afeganistão                                                            | Derrota - Retirada britânico-indiana depois de abandonar o seu objetivo de guerra. - Doste Maomé Cã mantêm o trono afegão. |
| Guerra Grande (1839-1851)                       | Partido Colorado · Partido Unitário · Império do Brasil · França · Império Britânico · Camicie rosse · Rio Grande do Sul (1839 a 1845) | Partido Blanco Argentina Revolucionários Lavallejistas                 | Vitoria |
| Incidente de Paranaguá (1850)                   | Império Britânico | Império do Brasil                                                      | Derrota - Declínio entre as relações do Brasil e o Reino Unido. - Lei Eusébio de Queirós. - HMS Cormorant avariado. - Expulsão do navio britânico do litoral brasileiro. - Incêndio dos brigues Donna Ana e Sereia. - Confisco da galera Campeadora.                   |
| Guerra da Criméia (1853–1856)                   | Império Britânico · Império Otomano · Segundo Império Francês · Reino da Sardenha | Império Russo                                                          | Vitória - Tratado de Paris |
| Questão Christie (1862–1865)                    | Império Britânico | Império do Brasil · Apoiado por: · Bélgica                             | Derrota - Solução pacifica do conflito. - Vitória diplomática brasileira. - Pedido formal de desculpas por parte do Reino Unido. - Brasil paga indenização ao Reino Unido.                                                                                             |
| Segunda Guerra Anglo-Afegã (1878–1880)          | Império Britânico · Índia | Afeganistão                                                            | Vitória - Retirada britânico-indiana depois de alcançar os objetivos políticos desejados através do Tratado de Gandamak. - Áreas de fronteira tribais do Afeganistão anexadas à Índia. - Afeganistão torna-se um protetorado britânico.                                |
| Primeira Guerra Mundial (1917–1918)             | França · Reino Unido · Rússia · Estados Unidos · República da China · Reino de Itália · Japão · Canadá · Austrália · Nova Zelândia · Índia britânica · Reino da Sérvia · Reino da Romênia · Bélgica · Reino da Grécia · Portugal · Brasil · Haiti | Império Alemão · Áustria-Hungria · Império Otomano · Reino da Bulgária | Vitória - Fim do Império Alemão, Império Russo, Império Otomano e austro-húngaro impérios - Formação de novos países na Europa e no Oriente Médio - Transferência de colônias alemãs e regiões do antigo Império Otomano a outros poderes - Criação do Liga das Nações |
| Guerra Civil Russa (1918–1920)                  | Movimento Branco · Reino Unido · Estados Unidos · Índia britânica · Japão · Tchecoslováquia · Reino da Grécia · Polônia · França · Reino da Romênia · Reino da Sérvia · Reino de Itália · República da China                                      | Rússia soviética · República do Extremo Oriente                        | Derrota - Retirada Aliada da Rússia - Vitória dos bolcheviques sobre Exército Branco |
| Terceira Guerra Anglo-Afegã (1919)              | Império Britânico · Índia | Afeganistão                                                            | Derrota - Vitória diplomática Afegã. - Tratado de Rawalpindi. - Independência afegã com plena soberania nos assuntos externos. - Reafirmação da Linha Durand. |
| Guerra de independência turca (1919-1923)       | Reino da Grécia · Armênia · Império Britânico · França · Reino da Itália | Turquia · União Soviética                                              | Derrota - Tratado de Lausanne, reconhecimento da República da Turquia e o fim do Império Otomano. |

## Reino Unido da Grã Bretanha e Irlanda do Norte (1922-presente)
| Conflito                                | Combatente 1 | Combatente 2 | Resultado |
| --------------------------------------- | --- | --- | --- |
| Segunda Guerra Mundial (1939–1945)      | União Soviética · Estados Unidos · Reino Unido · República da China · Polônia · Canadá · Austrália · Nova Zelândia · Índia britânica · Mongólia · Iugoslávia · Reino da Grécia · Dinamarca · Noruega · Holanda · Filipinas · Bélgica · Luxemburgo · Tchecoslováquia · Brasil · México · Etiópia · Viet Minh · El Salvador · Haiti | Alemanha Nazista · França de Vichy · Japão · Reino de Itália · Hungria · Romênia · Bulgária · Finlândia · Tailândia · Mengjiang · Croácia · Albânia | Vitória - O colapso do Terceiro Reich - Derrota e dissolução de França de Vichy - Falha do Império Japonês e Império Italiano - Criação das Nações Unidas - Surgimento dos Estados Unidos e da União Soviética como superpotências - Início da Guerra Fria |
| Primeira Guerra do Bacalhau (1958-1961) | Reino Unido | Islândia | Derrota - A Islândia expande seu território por 12 milhas náuticas. |
| Segunda Guerra do Bacalhau (1972-1973)  | Reino Unido | Islândia | Derrota - A Islândia expande seu território por 50 milhas náuticas. |
| Terceira Guerra do Bacalhau (1975-1976) | Reino Unido | Islândia | Derrota - A Islândia expande sua zona de pesca exclusiva por 200 milhas náuticas. |
| Guerra das Malvinas (1982)              | Reino Unido | Argentina | Vitória - Status quo ante bellum nas ilhas Malvinas e nas ilhas Geórgia; Fim da ocupação argentina do Thule do Sul Presidente argentino Leopoldo Galtieri renuncia 4 dias depois do final da guerra                                                        |

1. 1 2 3  Anglo-Afghan Wars - Encyclopædia Britannica
2. 1 2  Uma encruzilhada fatal Arquivado em 24 de dezembro de  2015, no Wayback Machine. - História Viva, p. 4